# Jeremy Spencer
Jeremy Cedric Spencer (Hartlepool, Reino Unido, 4 de julio de 1948) es un músico y compositor inglés, conocido por ser uno de los dos guitarristas fundadores de la banda de rock Fleetwood Mac. Permaneció en el grupo londinense desde 1967 a 1971, cuando se retiró abruptamente luego de ingresar al grupo religioso Children of God, al cual aún pertenece. Tras su salida del grupo inició su carrera en solitario y en 2013 se unió al trío de música folk Steetley. Por otro lado, en 1998 ingresó al Salón de la Fama del Rock and Roll como miembro de Fleetwood Mac.

## Historia

### Inicios y Fleetwood Mac
Nació en la ciudad de Hartlepool en el Condado de Durham, pero se crio en la zona sur de Londres. Allí estudió en el colegio Strand, donde conoció la guitarra por primera vez y aprendió rápidamente a tocar el slide con gran habilidad. En 1967 fundó junto a dos amigos el power trio de blues The Levi Set, con el que se presentaban en pequeños bares de la ciudad y es en una de estas que conoció al guitarrista Peter Green que lo convocó para fundar un nuevo proyecto musical llamado Fleetwood Mac.
Debutó con la banda en el disco Fleetwood Mac de 1968, escribiendo tres de las canciones y fue el artífice de los covers realizados de Elmore James, ya que es un ferviente seguidor del artista estadounidense. Seis meses después salió a la venta Mr. Wonderful, que inició algunos problemas con Green porque él no estaba interesado en ayudar en las composiciones del líder de la banda, mientras que Green siempre lo ayudó en las suyas. Dicho problema fue el principal motivo de la contratación del joven músico Danny Kirwan, a pesar de su negación.
En 1969 lanzaron Then Play On, donde no escribió ninguna canción y además solo colaboró en el piano del sencillo «Oh Well». Al año siguiente y luego de la salida de Peter Green, asumió junto a Kirwan la composición de las canciones de Kiln House inspiradas en el sonido de Elmore James y Buddy Holly. En febrero de 1971 mientras estaban de gira por el estado de California, desapareció del hotel en el que hospedaban sin dar avisos a sus compañeros. Luego de buscarlo por la ciudad de Los Ángeles, se enteraron de que había ingresado al grupo religioso Children of God y que no tenía ganas de retornar a la banda. Con el pasar de los años, confirmó que se había retirado porque no le había gustado la inclusión de Christine McVie, ya que según él; «el sonido con ella era horrible, una basura».

### Años posteriores
Spencer es el primero de los miembros de Fleetwood Mac en lanzar su carrera en solitario, ya que en 1970 y junto con la ayuda de sus compañeros grabó el disco Jeremy Spencer publicado en enero del mismo año. Tras su salida del grupo viajó junto con su esposa Fiona a los Estados Unidos para integrarse a Children of God y solo semanas después, y con algunos fanáticos de esa organización grabó su segundo trabajo Jeremy Spencer and the Children de 1972. Durante los años 1975 y 1977 viajó a Brasil e Italia como miembro activo de Children of God y en 1979 estuvo en Nueva York, donde grabó su tercer álbum solista Flee del mismo año. Luego de ello dejó de publicar discos y solo se presentaba en algunos conciertos gratuitos junto a la organización religiosa. Sin embargo en 2006 retomó su carrera con el disco Precious Little y seis años después puso a la venta su quinto trabajo de estudio Bend in the Road.
Con la llegada del nuevo milenio retomó contacto con el baterista Mick Fleetwood y bajista John McVie, por lo que se rumoreó un posible regreso a la banda, pero fue descartado por él mismo en algunas entrevistas. A pesar de aquello en 2009 participó en el documental Peter Green: Man of the World de la BBC.
En 2013 se unió al power trio de música folk Steetley, junto al cantante Andy Oliver y a la actriz norirlandesa Janet Bamford y publicaron en diciembre de ese año su primer disco llamado The Moment She Fell.
En febrero de 2020 se unió a Mike Fleetwood en el concierto "Celebrate the Music of Peter Green and the Early Years of Fleetwood Mac" junto a una constelación de estrellas del blues.

## Discografía

### con Fleetwood Mac
- 1968: Fleetwood Mac
- 1968: Mr. Wonderful
- 1969: English Rose
- 1969: Then Play On
- 1970: Kiln House
- 1995: Live at the BBC (en vivo)

### solista
- 1970: Jeremy Spencer
- 1972: Jeremy Spencer and the Children
- 1979: Flee
- 1999: In Concert - India 1998 (en vivo)
- 2006: Precious Little
- 2012: Bend in the Road
- 2014: Coventry Blue
- 2016: Homebrewed Blues

### con Steetley
- 2013: The Moment She Fell